# Huragan Tomas
Huragan Tomas – dziewiętnasty nazwany sztorm tropikalny i dwunasty huragan, oraz piąty główny huragan w sezonie huraganowym na Atlantyku w 2010 roku. Maksymalny wiatr wyniósł 100 mph (155 km/h) i był w kategorii 2 skali Saffira-Simpsona.
Huragan nawiedził pięć krajów położonych nad Atlantykiem oraz Morzem Karaibskim.
W wyniku przejścia huraganu najbardziej ucierpiała Kuba, gdzie zginęło 35 osób. W trakcie trwania huraganu, 4 listopada w okolicach miasta Guasimal doszło do katastrofy lotniczej. W wyniku katastrofy samolotu ATR 72-212, linii lotniczych Aero Caribbean zginęło 68 osób – wszyscy na pokładzie. Samolot był ostatnią maszyną jaka wystartowała z lotniska w Santiago de Cuba przed nadejściem huraganu. Obecnie trwa śledztwo mające wyjaśnić przyczyny katastrofy, ale wstępne ustalenia wykluczyły, by jej przyczyną był huragan Tomas.
Na Haiti huragan zniszczył obóz dla osób, które straciły dach nad głową w wyniku styczniowego trzęsienia ziemi. Liczba ofiar śmiertelnych huraganu na Haiti wyniosła 21 osób.
Ze względu na znaczne straty materialne oraz straty w ludziach, jakie wywołał Tomas, nazwa ta została wycofana z ponownego użycia w nazewnictwie cyklonów tropikalnych nad Atlantykiem. Postanowiono, że nazwę Tomas zastąpi nazwa Tobias.

## Ofiary huraganu
| Kraj        | Ofiary śmiertelne |
| ----------- | ----------------- |
| Kuba        | 34                |
| Haiti       | 21                |
| Saint Lucia | 14                |
| Curaçao     | 2                 |
| Razem       | 71                |